# Francisco Bustamante
Francisco Bustamante, militar. En 1737 sucedió al capitán Anza en el mando de la Compañía Presidial de Fronteras y tres años después desempeñó la alcaldía mayor de la Provincia de Sonora. Los jesuitas le hicieron el cargo de que vendía las armas que tenía en depósito a los particulares que querían adquirirlas para su defensa. Dejó fama de tirano y exigente, no atendía la campaña en contra de los apaches pretextando que eran pocas las fuerzas a su mando y por todas partes creía ver enemigos. El gobernador Vildósola pretendió removerlo de su cargo, pero alegó que el cargo de capitán era vitalicio y se dedicó a enviar quejas a México en contra del gobernador.